# Yevgeniya Isakova
Pour les articles homonymes, voir Issakova.
Ievguenia Leonidovna Issakova (russe : Евгения Леонидовна Исакова), née le 27 novembre 1978 à Léningrad, est une athlète russe spécialiste du 400 mètres haies.

## Palmarès

### Championnats d'Europe d'athlétisme
- Championnats d'Europe d'athlétisme 2006 à Göteborg,  Suède
  -  Médaille d'or sur 400 m haies

## Records
Son record personnel sur 400 m haies est de 53 s 93, réalisé en 2006.